# (4611) Vulkaneifel
(4611) Vulkaneifel es un asteroide perteneciente al cinturón de asteroides, descubierto el 5 de abril de 1989 por Martin Geffert desde el Observatorio de La Silla, Chile.

## Designación y nombre
Designado provisionalmente como 1989 GR6. Fue nombrado Vulkaneifel en homenaje al distrito alemán de Vulkaneifel a su paisaje y a sus habitantes, se ubica al sudoeste de Bonn. El paisaje de esta región está lleno de reliquias volcánicas tales como cráteres y flujos de lava, así como "Maare", que son pequeños lagos. El observatorio de la Universidad de Bonn, Hoher List, donde trabaja el descubridor, se encuentra cerca de uno de los lagos de Vulkaneifel.

## Características orbitales
Vulkaneifel está situado a una distancia media del Sol de 2,614 ua, pudiendo alejarse hasta 3,122 ua y acercarse hasta 2,105 ua. Su excentricidad es 0,194 y la inclinación orbital 13,78 grados. Emplea 1543 días en completar una órbita alrededor del Sol.

## Características físicas
La magnitud absoluta de Vulkaneifel es 11,9. Tiene 11,266 km de diámetro y su albedo se estima en 0,278. Está asignado al tipo espectral S según la clasificación SMASSII.